# Iglesia del Sagrado Corazón de Jesús (Santa Cruz de Tenerife)
La iglesia del Sagrado Corazón de Jesús es un templo parroquial de culto católico situado en la calle Horacio Nelson en Santa Cruz de Tenerife (Islas Canarias, España).
La Iglesia del Sagrado Corazón tiene sus orígenes en noviembre del año 1963, ese año el entonces obispo de la Diócesis de Tenerife, Luis Franco Cascón, le encargó construir la Iglesia del Sagrado Corazón al párroco de Tacoronte, Armando Montoliú Marsal.
Una vez afrontada la compra de los terrenos, de unos 3.000 metros cuadrados y situados en los límites de las calles Horacio Nelson y Enrique Wolfson, parcelas que pertenecían a las familias Oramas y Adhlers, comenzaron los trabajos.
Después de un tiempo provisional en un pabellón habilitado en el Colegio Alemán y en una capilla de las Escuelas Pías, las obras se iniciaron en mayo de 1972. El 20 de diciembre de 1977 fue bendecida la Parroquia del Sagrado Corazón, la cual es, el primer complejo parroquial creado en la Diócesis de Tenerife.